# 哈尔哈里亚恰克
哈尔哈里亚恰克（Harharia Chak），是印度西孟加拉邦Murshidabad县的一个城镇。总人口8435（2001年）。

## 人口
该地2001年总人口8435人，其中男性4343人，女性4092人；0—6岁人口1066人，其中男529人，女537人；识字率67.37%，其中男性为71.75%，女性为62.73%。